# 사디 레보트

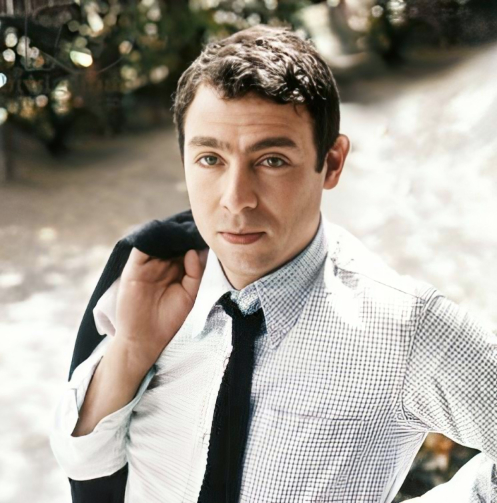

사디 레보트(Sady Rebbot, 1935년 4월 27일 ~ 1994년 10월 12일)는 프랑스의 배우, 텔레비전 배우이다.
카사블랑카에서 태어났으며 파리에서 사망하였다. 사인은 암이다.

## 영화
- 나의 밤은 당신의 낮보다 아름답다 (1989년)
- 타임 마스터 (1982년)
- 르 부뉼 (1975년)
- 프렌즈 (1971년)
- 투 스몰 마이 프렌드 (1970년)
- 비브르 사 비 (1962년) - 라울 역